# 髙橋大輔 (フィギュアスケート選手)
髙橋 大輔（たかはし だいすけ、1986年3月16日 - ）は、2000年代から2020年代にかけて活躍した日本のフィギュアスケート選手（男子シングル、アイスダンス）で現在はプロスケーター。2010年バンクーバーオリンピック男子シングル銅メダリスト。パートナーは村元哉中。
7歳にスケートを始めて以降男子シングルの選手として活躍し、日本代表として3度オリンピックに出場した（2006年、2010年、2014年）。特に2010年バンクーバーオリンピックでは銅メダルを獲得し、男子シングルのアジア勢では初となるオリンピックメダリストとなった。2010年世界選手権では日本男子初となる世界チャンピオンに輝き、2012年には日本男子初のグランプリファイナル優勝を果たした。また、髙橋は2010年にパトリック・チャンに更新されるまでフリースケーティングの世界記録保持者であった。
2014年に競技を引退し、2018年に復帰。国内で2シーズン戦ったのち、村元哉中とカップルを組んでアイスダンスに転向した。アイスダンスでは2022年四大陸選手権2位の成績を残し、四大陸選手権の複数の種目でメダルを獲得した史上初の選手となった。全日本選手権優勝、世界選手権11位の結果を残したのち、2023年に引退した。
プロスケーターとしては『ICE EXPLOSION 2023』や『滑走屋』などのアイスショーをプロデュースしているほか、歌舞伎とのコラボレーション『氷艶』にも出演している。

## 人物
岡山県倉敷市出身。4人兄弟の末っ子。母親の務めていた理髪店の娘が名付け親で「大輔」は嶋大輔からとった。愛称は「大ちゃん」。
関西大学文学部総合人文学科身体運動文化専修卒業。2008年4月より関西大学大学院文学研究科総合人文学専攻身体文化専修博士前期課程に進学。2015年、修士論文の未提出のため同大学院を中退。JOCシンボルアスリート適用選手。
フィギュアスケート男子シングルにおける日本人初のオリンピックメダリストであり、日本人初の世界選手権、世界ジュニア選手権、グランプリファイナル優勝者でもある。
オリコンによる「好きなスポーツ選手ランキング」の男性部門において、2010年より5年連続でトップ10入りを果たした。
元サッカー日本代表でサンフレッチェ広島に所属する青山敏弘とは保育園、小・中学校の同級生かつ幼馴染。
男子シングル現役中から現在までマネジメントは荒川静香と同じユニバーサルスポーツマーケティングが行っている。

## 技術・演技
高いスケーティング技術を生かした世界一と呼ばれるステップと、海外の解説者らからダンサーのようと賞讃された柔軟で切れのある情感豊かな表現力（ヒップホップからマンボ、ブルースまで巧みに表現できる音楽的感性）を持ち味としていた。荒川静香は髙橋について「感性の高さで群を抜いており、どんなプログラムでも自分の世界で表現できる」「一緒に滑っていて、自分が哀しくなってくるほど才能がある」と評していた。
ジャンプではトリプルアクセル、3回転フリップ、3回転ルッツを得意としていた。 また2005年頃からトウループジャンプ等の4回転ジャンプに取り組んだ。2011年のNHK杯公式練習では4回転フリップを試みたが、試合での認定には至っていない。2010年バンクーバーオリンピックでは、共に4回転ジャンプに挑んだ志の高さからエフゲニー・プルシェンコに「You are my hero.」と讃えられ固い握手を交わされた。

## 経歴

### トリノ五輪出場
幼少時は性格的に弱く、心配した両親に少林寺拳法、野球、アイスホッケーなどさまざまなスポーツをやらされたが、痛いことや怖いことが嫌いでどれも長続きしなかった。体操は気に入ったが、岡山市内の体操教室に通うことが難しく断念。9歳のとき、家のすぐ近くにあるウェルサンピア倉敷（厚生年金健康福祉センター）のスケートリンクでフィギュアスケートを始めた。
決して裕福とは言い難い家柄ながらも家族一丸となって支え、また地元の商店街の人々が有志の募金箱（大輔ボトルと呼ばれた）を設置しカンパを受けるなど、非常に愛されて育ってきた背景がある。また、自身のお年玉は全てスケート代に充てていた。
全国有望新人発掘合宿（野辺山合宿）で素質を見出された髙橋は、1999年（倉敷市立連島中学校2年）から、長久保裕・佐野稔両コーチがいる宮城県仙台市のスケートリンク（現・アイスリンク仙台）に出向いて指導を受けていたが、佐野が仙台を離れることになったため、プログラム作成を依頼された長光歌子と仙台で初対面した。同年に初の国際大会となるトリグラフトロフィーで優勝。2001年に全国中学校大会で2連覇を達成し、全日本ジュニア選手権を制す。2002年には世界ジュニア選手権で日本男子として初めての優勝を飾った。
2002-2003シーズンから本格的にシニアに参戦するが、国際大会での成績は伸び悩み気味だった。1年間に渡り長光とともにアメリカ、カナダ、ロシアを訪ねて有名コーチの指導を仰いだが、成果は得られなかった。
2004-2005シーズンには、大学入学に伴う環境の変化やプレッシャーや、シーズン前半のアジア選手権で右足首の神経の炎症を起こしたことによりモチベーションが低下し、スケートをやめたいとさえ思っていた。しかし、全日本選手権で6位に沈んだことで気持ちがふっきれ、年明けのユニバーシアードで優勝、四大陸選手権では3位となった。世界選手権では、ともに出場した本田武史が予選演技中の怪我で途中棄権したため、翌年の2006年トリノオリンピックの日本男子出場枠が髙橋1人の順位にかかる大きなプレッシャーの中で演技することになった。ショートプログラム（以下、SPと略）までは7位と健闘したものの、フリースケーティング（以下、フリーと略）では冒頭の4回転ジャンプ転倒を皮切りにことごとく失敗を連発してしまい、総合15位に終わる。この結果、トリノオリンピックの日本男子出場枠は最小の1枠となる（総合10位以内なら2枠だった）。シーズン終了後、コーチ・振付師をニコライ・モロゾフに変えるとともに、トレーナーのカルロス・アビラ・デ・ボルバにつき、フィジカル面とステップの強化に力を注ぎ始めた。
2005-2006シーズン、スケートアメリカでISUグランプリシリーズ初優勝を果たし、本田に続く日本人男子2人目のGPシリーズ優勝者となった。続くNHK杯では3位に終わったが、SPではシングルの選手として世界で初めてステップでレベル4(最高難度)を獲得した。初めて進出したGPファイナルでは銅メダルを獲得して日本人男子として初の表彰台に立ち、全日本選手権はSP2位から逆転して初優勝、僅か1枠のトリノオリンピック・男子シングル日本代表の座を掴み取った。トリノオリンピックではSPで5位につけたが、フリーは冒頭の4回転ジャンプでの失敗やザヤックルール違反などで得点が伸びず9位、総合8位入賞に留まった。

### バンクーバー五輪で銅メダル獲得
2006-2007シーズン、NHK杯で優勝、フリーでは1年8ヶ月ぶりに4回転ジャンプも成功させた。2季連続で進出したGPファイナルは、競技直前からの体調不良による腹痛や吐き気に耐えながら最後まで滑り切り、日本人男子として過去最高の2位となった。全日本選手権では2位以下に大差をつけて2連覇を達成。2007年冬季ユニバーシアードでも2連覇を果たした。日本・東京で開催の世界選手権では、ショートプログラム3位、フリースケーティング1位で、日本男子史上最高位となる銀メダルを獲得した。また、織田信成が7位に入ったため、翌2008年世界選手権の日本男子代表枠は最大の3枠となった。
2007-2008シーズン、GPシリーズ初戦のスケートアメリカで優勝。2戦目のNHK杯では日本人男子として五十嵐文男以来26年ぶりのNHK杯連覇を達成し、3季連続のGPファイナル進出を出場ポイント1位通過で決めた。ファイナルではステファン・ランビエールに僅か0.26点及ばず2位となるも、12月の全日本選手権ではフリーで4回転ジャンプを2度成功させ、再び2位以下に大差をつけて3連覇を達成。四大陸選手権でもフリーで2度の4回転ジャンプを成功させ、フリーと総合得点でISU歴代最高記録を更新して初優勝。優勝候補の筆頭にあげられて臨んだ世界選手権であったが、フリーではジャンプミスやザヤックルール違反により総合4位に終わった。5月、コーチのニコライ・モロゾフが織田信成のコーチに就任したため、モロゾフとの契約を解除した。

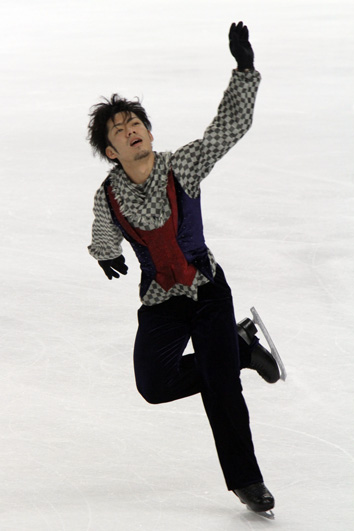
2010年世界選手権で「道」を演じる髙橋

2008-2009シーズン、2008年10月末の練習中に3回転アクセルで転倒し、右膝を負傷したため、出場を予定していたグランプリシリーズ中国杯を欠場。その後の精密検査により右足膝の前十字靭帯と半月板を損傷していることが分かり、シーズンの全大会の出場を断念して11月に手術をした。リハビリを経て2009年4月より氷上での練習を再開、6月からはジャンプも跳び始めた。リハビリで体の可動域が広がったため、跳び方を調整する必要があった。また、ジャンプ専門のコーチとして本田武史を迎え、ジャンプの指導を受け始めた。
2009-2010シーズン、10月のフィンランディア杯優勝で自らの国際競技会復帰を飾った。スケートカナダでは表彰台に上り、2季ぶりにGPファイナルにも出場。全日本選手権で4度目の優勝を成し遂げ、バンクーバーオリンピックの男子シングル日本代表に内定、ニ大会連続2回目の冬季五輪代表入りを果たした。
2010年のバンクーバーオリンピックではSPで90点台をマーク、SP1位のエフゲニー・プルシェンコと0.6点の僅差で3位につけた。フリーでは冒頭の4回転トウループで転倒し、他細かなジャンプミスも有ったが、得意のステップと演技構成点は出場選手中最も高い評価を受ける。結果フリーのみでは5位だったものの、総合得点では4位のステファン・ランビエールを0.51点の僅差で上回り3位入賞を果たし、日本及びアジア人の男子シングルの選手としては史上初の冬季オリンピックのメダルとなる銅メダルを獲得した。

### 世界選手権初優勝
バンクーバー五輪から約1か月後の世界選手権では、SP、フリーともに1位の完全優勝を果たし、男子シングルでは日本・アジアで史上初の世界チャンピオンとなった。フリーの演技冒頭で挑んだ4回転フリップは回転不足、両足着氷の失敗に終わったが、世界初の試みであった。なお、フリーではシングルの選手として初めて、全てのスピン・ステップで最高評価のレベル4を獲得した。

### ソチオリンピックまでの道のり
2010-2011シーズン、GPシリーズ初戦NHK杯ではFSで3シーズンぶりに4回転トウループを成功させ優勝。続くスケートアメリカでも優勝、日本人男子として最多となるGPシリーズ6勝目を挙げた。GPファイナルでは練習中に小塚崇彦と衝突して首がむち打ちのような状態になり、本番では4位に終わった。首の状態がさらに悪化した状態で臨んだ全日本選手権では3位に入った。四大陸選手権では3年ぶり2度目の優勝を達成。当初東京で開催予定ながら東日本大震災の影響で1か月延期、モスクワで代替開催の世界選手権では、FS冒頭の4回転トウループが1回転に抜ける着氷失敗時、スケート靴のビスが外れるアクシデントに見舞われる。ビスを留める為約2分中断後に演技を再開したが、3回転サルコウの転倒などが響き総合5位に終わった。
五輪でのメダル獲得や世界王者となったことでモチベーションが低下し、現役続行を迷いながらも迎えたシーズンであったが、5位に沈んだことで気持ちが吹っ切れ、現役続行を決意した。シーズン終了後、5月に右膝ボルト除去手術を受けた。リハビリを経たのち、8月にフランスのリヨンに渡り、アイスダンスコーチのミュリエル・ザズーイの下でスケーティングを基礎から見直した。また、柔軟性を高めるために、バレエのレッスンも受け始めた。

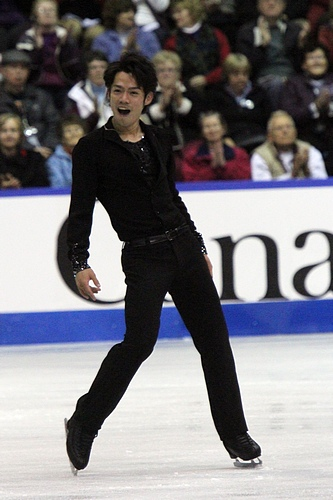
2011年スケートカナダ

2011-2012シーズン、NHK杯では大会最多となる4度目の優勝を果たした。全日本選手権ではSPで7シーズンぶりに4回転トウループ－3回転トウループのコンビネーションジャンプを成功させ（ISU非公認）、2年ぶり5度目の優勝を果たした。GPファイナル、四大陸選手権、世界選手権はいずれも世界王者パトリック・チャンに次ぐ2位だったが、シーズン最後の国別対抗戦ではチャンを抑えて1位、SPでは歴代最高得点をマークした。6月、再びニコライ・モロゾフをコーチの一員として迎えた。
2012-2013シーズン、自身7度目の挑戦となったGPファイナルにおいて、日本男子初のチャンピオンとなった。しかし四大陸選手権は7位に終わり、翌2014年2月開催のソチオリンピック出場枠の掛かる世界選手権も6位と表彰台を逃したが、羽生結弦の4位との成績で、ソチ五輪男子シングル種目は2大会連続で最大の3枠を確保する。国別対抗戦では1位となった。

### ソチオリンピック出場
2013-2014シーズン、スケートアメリカでは4位。NHK杯ではSPで自己ベストを更新。FSも1位で優勝した。GPファイナルへの進出を決めたが、11月26日に氷上トレーニング中に負傷。右脛骨骨挫傷と診断され、欠場を発表した（代替選手は織田信成で3位）。怪我をおして臨んだ全日本選手権ではSP、FSともに4回転に挑戦し失敗。FSでは4回転転倒後に右指を切り、流血しながらプログラムを最後まで演じきったものの、最終順位は5位に終わった。演技直後のインタビューでは「自分の中では五輪はないんだろうなと思っている」と涙ながらに答えていた。しかし過去の実績、シーズン成績などを考慮し、最後の3枠目で2014年ソチオリンピック代表に選出された。尚フィギュアスケートの日本選手で三大会連続3回目の五輪代表選出は、髙橋が初めてである。
2014年2月5日、現代のベートーヴェンとして絶賛されていた作曲者佐村河内守が、自作の作曲としていた曲を別人の新垣隆などに依頼していたことを公表（ゴーストライター問題を参照）、オリンピック本番のショートプログラムで使用する予定だった曲『ヴァイオリンのためのソナチネ』も佐村河内ではなく実際は新垣隆による作曲であると判明した。

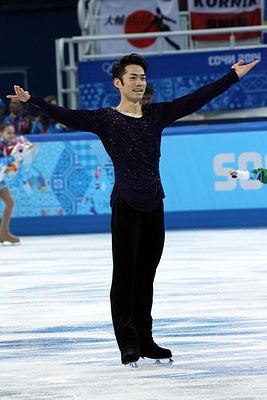
ソチ五輪での髙橋大輔

同日、関西大学の公式サイトで、『ヴァイオリンのためのソナチネ』のまま曲を変更しないことを表明、国際スケート連盟には楽曲作曲者を不明(Unknown)とする手続きをした。この曲は義手でヴァイオリンを弾いているというある女性に贈られた曲であり、本当の作曲者である新垣は幼稚園の頃からこの女性の伴奏などをしていた。そういう事情から、真実を知った後もこの曲への愛着は失われておらず、髙橋がこの曲を使用することを「とても楽しみ」とコメントしている。髙橋は9日にソチ入りした際にインタビューに応じ「正直ビックリしました。このタイミングでって。勘弁してよっていうのはありました」と笑いつつ、SPでの使用に変更がないことを明らかにした。
そのソチオリンピック本番は団体戦には出場せず、個人戦のみ出場。SPでは4位発進だったが、フリーではジャンプミスが響いて総合6位入賞に留まり、五輪二大会連続メダル獲得はならなかった。しかしフィギュアスケート日本代表選手で、冬季オリンピック三大会連続入賞（8位・3位・6位）は髙橋が史上初である。帰国後メディカルチェックを受けた際「右脛骨関節軟骨損傷及び慢性膝関節炎により、5～6週間の安静加療が必要」と診断。2014年3月4日、さいたま市で開催される世界選手権の欠場を表明（補欠の小塚崇彦が繰上げ出場し6位）。今後の去就については「まだはっきりと決めていない。ゆっくり時間を持った時に考えていきたい」と語っていたが、同年4月21日に2014-2015シーズンの全試合出場を見送り、1年間競技生活の休養を発表した。

### 現役引退・アイスショー等
2014年10月14日、岡山市内で現役引退を表明した。2015年4月から12月にかけて語学、ダンス留学のためニューヨークに滞在。帰国後は従来のアイスショーに加え、ダンスショー「LOVE ON THE FLOOR」、歌舞伎とのコラボレーション「氷艶」など様々な舞台に出演した。またニュースキャスター、情報番組の司会、オリンピックキャスターなども務めた。

### 現役復帰
2018年7月1日、所属事務所を通じて現役復帰を発表した。同年8月1日、所属するユニバーサルスポーツマーケティングを通して、2018-2019シーズン使用曲と振付師を発表した。 ショートプログラムには坂本龍一の『The Sheltering Sky』、フリープログラムにはジョン・グラント作曲『Pale Green Ghosts (with the BBC Philharmonic Orchestra）』を使用し、振付師については、ショートプログラムを2011-2012シーズンで髙橋の振付を担当したデヴィッド・ウィルソン、フリープログラムをブノワ・リショーが担当することを報告した。今季の所属先は関西大学KFSC。
2018-2019において、「全日本最終グループに入ること」を目標にし、全日本予選となる近畿選手権で3位、西日本選手権で優勝と順調に進み、全日本選手権では目標の最終グループに入り、2位を獲得。スケート連盟から世界選手権の代表入りを打診されたが「若い選手が経験する必要性の方が大きい」と出場を辞退した。
2019-2020年シーズンは、ショートプログラムをフォール・アウト・ボーイの「The Phoenix」（振り付けは、ビヨンセなどの振り付けも行ってきたシェリル・ムラカミ、ユウコ・カイ、ミーシャ・ジー）、フリープログラムを昨年度と同じ「Pale Green Ghosts (with the BBC Philharmonic Orchestra）」を引き続き使用すると発表。
2019年9月、2019年12月の全日本選手権を男子シングルとしての競技会出場を最後にすること、アイスダンスに転向し村元哉中とペアを組んで、2020年1月からアメリカを拠点に移すことを公式サイトで発表した。

### アイスダンス

#### 2021-2022 シーズン
全日本選手権2位で、四大陸選手権、世界選手権代表に選出。四大陸選手権では結成２シーズン目ながら２位となり、アイスダンスの日本勢史上最高順位の銀メダルを獲得した。

#### 2022-2023 シーズン
競技続行を表明し、村元哉中とのカップル結成3季目。グランプリシリーズは、スケートメリカ,NHK杯の2戦にアサイン。
シリーズ初戦となるスケートアメリカでは6位。翌週のチャレンジャーシリーズデニステンメモリアルチャレンジでは、リズムダンスの最高得点を更新する好成績でRD1位、FD1位、合計1位で、ISU公認大会初制覇となった。
全日本選手権で優勝し、四大陸選手権９位、世界選手権11位の成績を残し、世界国別対抗戦を最後に競技を引退した。

## 主な戦績

### アイスダンス
| 大会/年                          | 2020-21 | 2021-22 | 2022-23 |
| -------------------------------- | ------- | ------- | ------- |
| 世界選手権                       |         | 16      | 11      |
| 四大陸選手権                     |         | 2       | 9       |
| GP NHK杯                         | 3       | 6       | 6       |
| GPスケートアメリカ               |         |         | 6       |
| CSデニステンメモリアルチャレンジ |         |         | 1       |
| CSワルシャワ杯                   |         | 2       |         |
| 全日本選手権                     | 2       | 2       | 1       |
| 団体戦                           |         |         |         |
| 世界国別対抗戦                   |         |         | T3 / P4 |

#### 詳細

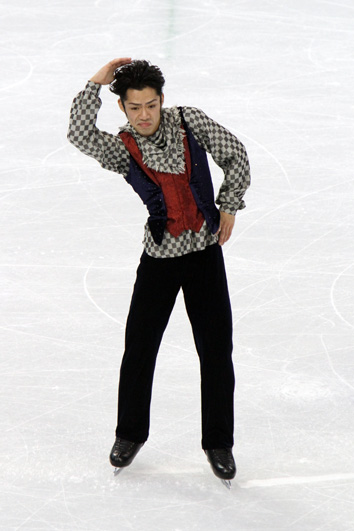
バンクーバーオリンピック銅メダル

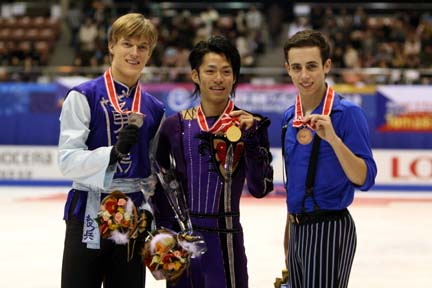
2007年NHK杯国際フィギュアスケート競技大会金メダル

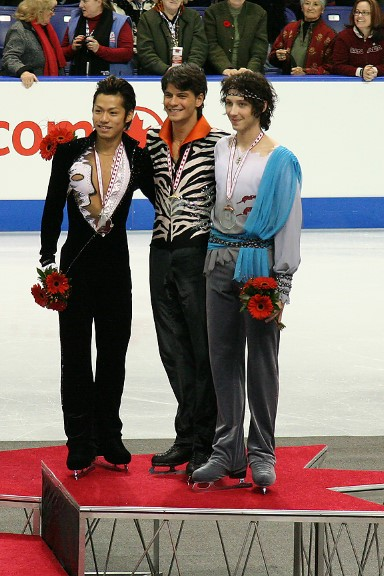
2006年スケートカナダ銀メダル

| 2022-2023 シーズン    |                                                                        |          |           |                 |
| 開催日                | 大会名                                                                 | RD       | FD        | 結果            |
| 2023年4月13日 - 16日  | 2023年世界フィギュアスケート国別対抗戦（東京）                         | 4 78.38  | 5 116.63  | 3 団体 (195.01) |
| 2023年3月20日 - 26日  | 2023年世界フィギュアスケート選手権（さいたま）                         | 11 72.92 | 10 115.95 | 11 188.87       |
| 2023年2月7日 - 12日   | 2023年四大陸フィギュアスケート選手権（コロラドスプリングス）           | 7 64.59  | 9 95.65   | 9 160.24        |
| 2022年12月21日 - 25日 | 第91回全日本フィギュアスケート選手権（門真）                           | 1 77.70  | 1 108.91  | 1 186.61        |
| 2022年11月18日 - 20日 | ISUグランプリシリーズ NHK杯（札幌）                                    | 5 75.10  | 7 103.68  | 6 178.78        |
| 2022年10月26日 - 29日 | ISUチャレンジャーシリーズ デニステンメモリアルチャレンジ（アルマトイ） | 1 79.56  | 1 108.74  | 1 188.30        |
| 2022年10月21日 - 23日 | ISUグランプリシリーズ スケートアメリカ（ノーウッド）                   | 5 69.67  | 6 100.01  | 6 169.68        |

| 2021-2022 シーズン    |                                                      |          |          |           |
| 開催日                | 大会名                                               | RD       | FD       | 結果      |
| 2022年3月21日 - 27日  | 2022年世界フィギュアスケート選手権（モンペリエ）     | 15 67.77 | 16 96.48 | 16 164.25 |
| 2022年1月18日 - 23日  | 2022年四大陸フィギュアスケート選手権（タリン）       | 2 72.43  | 2 109.48 | 2 181.91  |
| 2021年12月22日 - 26日 | 第90回全日本フィギュアスケート選手権（さいたま）     | 2 63.35  | 1 112.96 | 2 176.31  |
| 2021年11月18日 - 20日 | ISUチャレンジャーシリーズ ワルシャワ杯（ワルシャワ） | 2 75.87  | 2 114.29 | 2 190.16  |
| 2021年11月12日 - 14日 | ISUグランプリシリーズ NHK杯（東京）                  | 6 70.74  | 6 108.76 | 6 179.50  |

| 2020-2021 シーズン    |                                              |         |         |          |
| 開催日                | 大会名                                       | RD      | FD      | 結果     |
| 2020年12月24日 - 27日 | 第89回全日本フィギュアスケート選手権（長野） | 2 67.83 | 3 84.03 | 2 151.86 |
| 2020年11月27日 - 29日 | ISUグランプリシリーズ NHK杯（門真）          | 2 64.15 | 3 93.10 | 3 157.25 |

### 男子シングル
| 大会/年            | 1999 -2000 | 00 -01 | 01 -02 | 02 -03 | 03 -04 | 04 -05 | 05 -06 | 06 -07 | 07 -08 | 08 -09                        | 09 -10 | 10 -11 | 11 -12 | 12 -13 | 13 -14 | 18 -19 | 19 -20 |
| ------------------ | ---------- | ------ | ------ | ------ | ------ | ------ | ------ | ------ | ------ | ----------------------------- | ------ | ------ | ------ | ------ | ------ | ------ | ------ |
| 冬季オリンピック   |            |        |        |        |        |        | 8      |        |        | 怪 我 に よ り 全 試 合 欠 場 | 3      |        |        |        | 6      |        |        |
| 世界選手権         |            |        |        |        | 11     | 15     |        | 2      | 4      | 怪 我 に よ り 全 試 合 欠 場 | 1      | 5      | 2      | 6      | DNS    |        |        |
| 四大陸選手権       |            |        |        | 13     | 6      | 3      |        |        | 1      | 怪 我 に よ り 全 試 合 欠 場 |        | 1      | 2      | 7      |        |        |        |
| 世界国別対抗戦     |            |        |        |        |        |        |        |        |        | 怪 我 に よ り 全 試 合 欠 場 |        | 中止   | T1/P1  | T3/P1  |        |        |        |
| 全日本選手権       |            |        | 5      | 4      | 3      | 6      | 1      | 1      | 1      | 怪 我 に よ り 全 試 合 欠 場 | 1      | 3      | 1      | 2      | 5      | 2      | 12     |
| GPファイナル       |            |        |        |        |        |        | 3      | 2      | 2      | 怪 我 に よ り 全 試 合 欠 場 | 5      | 4      | 2      | 1      | DNS    |        |        |
| GPNHK杯            |            |        |        | 8      |        |        | 3      | 1      | 1      | 怪 我 に よ り 全 試 合 欠 場 | 4      | 1      | 1      | 2      | 1      |        |        |
| GPスケートアメリカ |            |        |        |        |        |        | 1      |        | 1      | 怪 我 に よ り 全 試 合 欠 場 |        | 1      |        |        | 4      |        |        |
| GP中国杯           |            |        |        |        |        |        |        |        |        | 怪 我 に よ り 全 試 合 欠 場 |        |        |        | 2      |        |        |        |
| GPスケートカナダ   |            |        |        |        | 7      |        |        | 2      |        | 怪 我 に よ り 全 試 合 欠 場 | 2      |        | 3      |        |        |        |        |
| GPエリック杯       |            |        |        |        | 5      | 11     |        |        |        | 怪 我 に よ り 全 試 合 欠 場 |        |        |        |        |        |        |        |
| GPボフロスト杯     |            |        |        | 11     |        |        |        |        |        | 怪 我 に よ り 全 試 合 欠 場 |        |        |        |        |        |        |        |
| フィンランディア杯 |            |        |        |        |        |        |        |        |        | 怪 我 に よ り 全 試 合 欠 場 | 1      |        |        |        |        |        |        |
| ユニバーシアード   |            |        |        |        |        | 1      |        | 1      |        | 怪 我 に よ り 全 試 合 欠 場 |        |        |        |        |        |        |        |
| アジア大会         |            |        |        | 6      |        |        |        |        |        | 怪 我 に よ り 全 試 合 欠 場 |        |        |        |        |        |        |        |
| 世界Jr.選手権      |            |        | 1      |        |        |        |        |        |        | 怪 我 に よ り 全 試 合 欠 場 |        |        |        |        |        |        |        |
| 全日本Jr.選手権    | 3          | 4      | 1      |        |        |        |        |        |        | 怪 我 に よ り 全 試 合 欠 場 |        |        |        |        |        |        |        |
| JGPファイナル      |            |        | 4      |        |        |        |        |        |        | 怪 我 に よ り 全 試 合 欠 場 |        |        |        |        |        |        |        |
| JGPSBC杯           |            |        | 1      |        |        |        |        |        |        | 怪 我 に よ り 全 試 合 欠 場 |        |        |        |        |        |        |        |
| JGPソフィア杯      |            |        | 2      |        |        |        |        |        |        | 怪 我 に よ り 全 試 合 欠 場 |        |        |        |        |        |        |        |
| JGPウクライナ記念  |            | 8      |        |        |        |        |        |        |        | 怪 我 に よ り 全 試 合 欠 場 |        |        |        |        |        |        |        |
| JGPハルビン        |            | 9      |        |        |        |        |        |        |        | 怪 我 に よ り 全 試 合 欠 場 |        |        |        |        |        |        |        |

#### 詳細
- 赤い数字はISU公認国際大会での当時の世界最高得点（国内大会は含まない）。

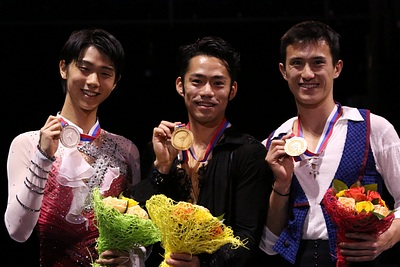
2012/2013 ISUグランプリファイナル金メダル

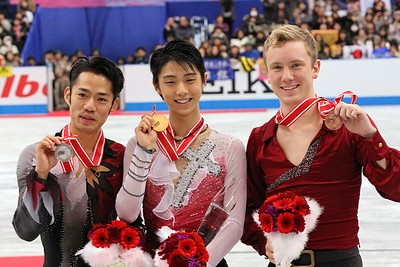
2012年NHK杯国際フィギュアスケート競技大会銀メダル

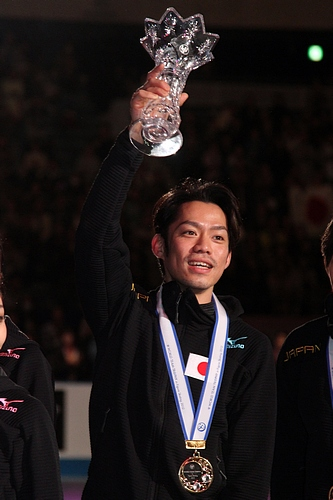
2012年世界フィギュアスケート国別対抗戦金メダル

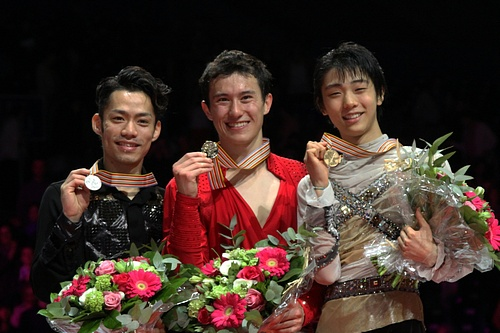
2012年世界フィギュアスケート選手権銀メダル

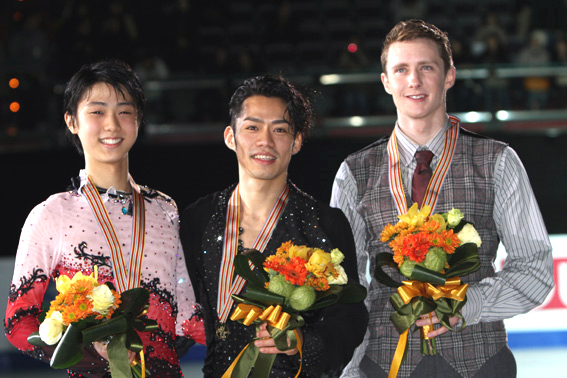
2011年四大陸フィギュアスケート選手権金メダル

| 2019-2020 シーズン    |                                              |          |           |           |
| 開催日                | 大会名                                       | SP       | FS        | 結果      |
| 2019年12月19日 - 22日 | 第88回全日本フィギュアスケート選手権（東京） | 14 65.95 | 10 138.36 | 12 204.31 |

| 2018-2019 シーズン    |                                              |         |          |          |
| 開催日                | 大会名                                       | SP      | FS       | 結果     |
| 2018年12月20日 - 24日 | 第87回全日本フィギュアスケート選手権（門真） | 2 88.52 | 4 151.10 | 2 239.62 |

| 2013-2014 シーズン    |                                                      |         |          |          |
| 開催日                | 大会名                                               | SP      | FS       | 結果     |
| 2014年2月6日 - 22日   | ソチオリンピック（ソチ）                             | 4 86.40 | 6 164.27 | 6 250.67 |
| 2013年12月20日 - 23日 | 第82回全日本フィギュアスケート選手権（さいたま）     | 4 82.57 | 5 170.24 | 5 252.81 |
| 2013年11月8日 - 10日  | ISUグランプリシリーズ NHK杯（東京）                  | 1 95.55 | 1 172.76 | 1 268.31 |
| 2013年10月18日 - 20日 | ISUグランプリシリーズ スケートアメリカ（デトロイト） | 5 77.09 | 4 159.12 | 4 236.21 |
| 2013年10月5日         | 2013年ジャパンオープン（さいたま）                   | -       | 4 149.12 | 1 団体   |

| 2012-2013 シーズン    |                                                |         |          |          |
| 開催日                | 大会名                                         | SP      | FS       | 結果     |
| 2013年4月11日 - 14日  | 2013年世界フィギュアスケート国別対抗戦（東京） | 2 80.87 | 1 168.65 | 1 249.52 |
| 2013年3月10日 - 17日  | 2013年世界フィギュアスケート選手権（ロンドン） | 4 84.67 | 8 154.36 | 6 239.03 |
| 2013年2月8日 - 11日   | 2013年四大陸フィギュアスケート選手権（大阪）   | 4 82.62 | 8 140.15 | 7 222.77 |
| 2012年12月20日 - 24日 | 第81回全日本フィギュアスケート選手権（札幌）   | 2 88.04 | 1 192.36 | 2 280.40 |
| 2012年12月6日 - 9日   | 2012/2013 ISUグランプリファイナル（ソチ）      | 1 92.29 | 3 177.11 | 1 269.40 |

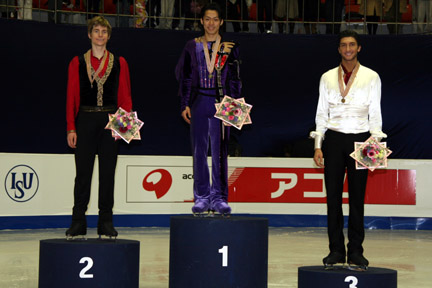
2008年四大陸フィギュアスケート選手権金メダル

| 2012年11月23日 - 25日 | ISUグランプリシリーズ NHK杯（利府）            | 2 87.47 | 2 164.04 | 2 251.51 |
| 2012年11月2日 - 4日   | ISUグランプリシリーズ 中国杯（上海）           | 1 84.79 | 2 146.96 | 2 231.75 |
| 2012年10月6日         | 2012年ジャパンオープン（さいたま）             | -       | 1 172.06 | 1 団体   |

| 2011-2012 シーズン     |                                                              |         |          |          |
| 開催日                 | 大会名                                                       | SP      | FS       | 結果     |
| 2012年4月19日 - 22日   | 2012年世界フィギュアスケート国別対抗戦（東京）               | 1 94.00 | 1 182.72 | 1 276.72 |
| 2012年3月26日 - 4月1日 | 2012年世界フィギュアスケート選手権（ニース）                 | 3 85.72 | 3 173.94 | 2 259.66 |
| 2012年2月9日 - 12日    | 2012年四大陸フィギュアスケート選手権（コロラドスプリングス） | 3 82.59 | 2 161.74 | 2 244.33 |
| 2011年12月23日 - 26日  | 第80回全日本フィギュアスケート選手権（門真）                 | 1 96.05 | 3 158.55 | 1 254.60 |
| 2011年12月07日 - 11日  | 2011/2012 ISUグランプリファイナル（ケベック・シティー）      | 5 76.49 | 2 172.63 | 2 249.12 |
| 2011年11月10日 - 13日  | ISUグランプリシリーズ NHK杯（札幌）                          | 1 90.43 | 1 169.32 | 1 259.75 |
| 2011年10月28日 - 30日  | ISUグランプリシリーズ スケートカナダ（ミシサガ）             | 2 84.66 | 3 153.21 | 3 237.87 |
| 2011年10月1日          | 2011年ジャパンオープン（さいたま）                           | -       | 6 130.79 | 3 団体   |

| 2010-2011 シーズン     |                                                        |         |          |          |
| 開催日                 | 大会名                                                 | SP      | FS       | 結果     |
| 2011年4月24日 - 5月1日 | 2011年世界フィギュアスケート選手権（モスクワ）         | 3 80.25 | 6 152.72 | 5 232.97 |
| 2011年2月15日 - 20日   | 2011年四大陸フィギュアスケート選手権（台北）           | 1 83.49 | 1 160.51 | 1 244.00 |
| 2010年12月24日 - 27日  | 第79回全日本フィギュアスケート選手権（長野）           | 4 74.78 | 2 162.01 | 3 236.79 |
| 2010年12月9日 - 12日   | 2010/2011 ISUグランプリファイナル（北京）              | 3 82.57 | 6 137.20 | 4 219.77 |
| 2010年11月12日 - 14日  | ISUグランプリシリーズ スケートアメリカ（ポートランド） | 2 78.12 | 1 148.95 | 1 227.07 |
| 2010年10月22日 - 24日  | ISUグランプリシリーズ NHK杯（名古屋）                  | 1 78.04 | 1 156.75 | 1 234.79 |
| 2010年10月2日          | 2010年ジャパンオープン（さいたま）                     | -       | 2 159.19 | 1 団体   |

| 2009-2010 シーズン    |                                                    |         |          |          |
| 開催日                | 大会名                                             | SP      | FS       | 結果     |
| 2010年3月24日 - 25日  | 2010年世界フィギュアスケート選手権（トリノ）       | 1 89.30 | 1 168.40 | 1 257.70 |
| 2010年2月14日 - 27日  | バンクーバーオリンピック（バンクーバー）           | 3 90.25 | 5 156.98 | 3 247.23 |
| 2009年12月25日 - 27日 | 第78回全日本フィギュアスケート選手権（大阪）       | 1 92.85 | 1 168.28 | 1 261.13 |
| 2009年12月3日 - 6日   | 2009/2010 ISUグランプリファイナル（東京）          | 1 89.95 | 5 134.65 | 5 224.60 |
| 2009年11月19日 - 22日 | ISUグランプリシリーズ スケートカナダ（キッチナー） | 2 75.30 | 1 155.01 | 2 231.31 |
| 2009年11月5日 - 8日   | ISUグランプリシリーズ NHK杯（長野）                | 4 78.18 | 4 136.11 | 4 214.29 |
| 2009年10月8日 - 11日  | 2009年フィンランディア杯（ヴァンター）             | 1 83.23 | 2 141.02 | 1 224.25 |

| 2007-2008 シーズン       |                                                      |         |          |          |
| 開催日                   | 大会名                                               | SP      | FS       | 結果     |
| 2008年4月20日            | 2008年ジャパンオープン（さいたま）                   | -       | 4 127.23 | 1 団体   |
| 2008年3月17日 - 23日     | 2008年世界フィギュアスケート選手権（ヨーテボリ）     | 3 80.40 | 6 139.71 | 4 220.11 |
| 2008年2月11日 - 17日     | 2008年四大陸フィギュアスケート選手権（高陽）         | 1 88.57 | 1 175.84 | 1 264.41 |
| 2007年12月26日 - 28日    | 第76回全日本フィギュアスケート選手権（大阪）         | 1 85.43 | 1 169.15 | 1 254.58 |
| 2007年12月13日 - 16日    | 2007/2008 ISUグランプリファイナル（トリノ）          | 1 84.20 | 2 154.74 | 2 238.94 |
| 2007年11月29日 - 12月2日 | ISUグランプリシリーズ NHK杯（仙台）                  | 2 77.89 | 1 156.33 | 1 234.22 |
| 2007年10月25日 - 28日    | ISUグランプリシリーズ スケートアメリカ（レディング） | 1 80.04 | 2 148.93 | 1 228.97 |

| 2006-2007 シーズン       |                                                           |         |          |          |
| 開催日                   | 大会名                                                    | SP      | FS       | 結果     |
| 2007年3月20日 - 25日     | 2007年世界フィギュアスケート選手権（東京）                | 3 74.51 | 1 163.44 | 2 237.95 |
| 2007年1月17日 - 27日     | ユニバーシアード冬季競技大会（トリノ）                    | 1 78.90 | 1 161.58 | 1 240.61 |
| 2006年12月27日 - 29日    | 第75回全日本フィギュアスケート選手権（名古屋）            | 1 85.55 | 1 170.53 | 1 256.08 |
| 2006年12月14日 - 17日    | 2006/2007 ISUグランプリファイナル（サンクトペテルブルク） | 2 79.99 | 3 144.84 | 2 224.83 |
| 2006年11月30日 - 12月3日 | ISUグランプリシリーズ NHK杯（長野）                       | 1 84.44 | 1 163.49 | 1 247.93 |
| 2006年11月2日 - 5日      | ISUグランプリシリーズ スケートカナダ（ビクトリア）        | 1 78.80 | 2 129.41 | 2 208.21 |

| 2005-2006 シーズン    |                                                                  |         |          |          |
| 開催日                | 大会名                                                           | SP      | FS       | 結果     |
| 2006年5月14日         | 2006年ジャパンオープン（さいたま）                               | -       | 2 141.10 | 1 団体   |
| 2006年2月10日 - 26日  | トリノオリンピック（トリノ）                                     | 5 73.77 | 9 131.12 | 8 204.89 |
| 2005年12月23日 - 25日 | 第74回全日本フィギュアスケート選手権（東京）                     | 2 74.52 | 1 148.60 | 1 223.12 |
| 2005年12月16日 - 18日 | 2005/2006 ISUグランプリファイナル（東京）                        | 3 74.60 | 3 137.92 | 3 212.52 |
| 2005年12月1日 - 4日   | ISUグランプリシリーズ NHK杯（大阪）                              | 1 77.70 | 3 127.60 | 3 205.30 |
| 2005年10月20日 - 23日 | ISUグランプリシリーズ スケートアメリカ（アトランティックシティ） | 1 69.10 | 1 149.44 | 1 218.54 |

| 2004-2005 シーズン  |                                                      |          |         |           |           |
| 開催日              | 大会名                                               | 予選     | SP      | FS        | 結果      |
| 2005年3月14日-20日  | 2005年世界フィギュアスケート選手権（モスクワ）       | 12 30.13 | 7 72.18 | 18 108.04 | 15 210.35 |
| 2005年2月14日-20日  | 2005年四大陸フィギュアスケート選手権（江陵）         | -        | 3 68.46 | 2 123.83  | 3 192.29  |
| 2005年1月12日-22日  | ユニバーシアード冬季競技大会（インスブルック）       | -        | 2       | 1         | 1         |
| 2004年12月24日-26日 | 第73回全日本フィギュアスケート選手権（横浜）         | -        | 5 59.83 | 5 113.84  | 6 173.67  |
| 2004年11月18日-21日 | ISUグランプリシリーズ エリック・ボンパール杯（パリ） | -        | 3 64.16 | 11 71.54  | 11 135.70 |

| 2003-2004 シーズン     |                                                    |      |         |          |          |
| 開催日                 | 大会名                                             | 予選 | SP      | FS       | 結果     |
| 2004年3月22日-28日     | 2004年世界フィギュアスケート選手権（ドルトムント） | 7    | 11      | 11       | 11       |
| 2004年1月19日-25日     | 2004年四大陸フィギュアスケート選手権（ハミルトン） | -    | 9       | 4        | 6        |
| 2003年12月25日-26日    | 第72回全日本フィギュアスケート選手権（長野）       | -    | 4       | 3        | 3        |
| 2003年11月13日-16日    | ISUグランプリシリーズ ラリック杯（パリ）           | -    | 2 71.31 | 5 123.31 | 5 194.62 |
| 2003年10月30日-11月3日 | ISUグランプリシリーズ スケートカナダ（ミシサガ）   | -    | 5 61.81 | 7 116.99 | 7 178.80 |

| 2002-2003 シーズン       |                                                          |    |    |      |
| 開催日                   | 大会名                                                   | SP | FS | 結果 |
| 2003年2月10日 - 16日     | 2003年四大陸フィギュアスケート選手権（北京）             | 10 | 13 | 13   |
| 2002年12月19日 - 22日    | 第71回全日本フィギュアスケート選手権（京都）             | 2  | 4  | 4    |
| 2002年11月28日 - 12月1日 | ISUグランプリシリーズ NHK杯（京都）                      | 10 | 7  | 8    |
| 2002年11月7日 - 10日     | ISUグランプリシリーズ ボフロスト杯（ゲルゼンキルヒェン） | 10 | 11 | 11   |

| 2001-2002 シーズン  |                                                        |      |    |    |      |
| 開催日              | 大会名                                                 | 予選 | SP | FS | 結果 |
| 2002年3月3日-10日   | 2002年世界ジュニアフィギュアスケート選手権（ハーマル） | 1    | 1  | 2  | 1    |
| 2001年12月21日-23日 | 第70回全日本フィギュアスケート選手権（大阪）           | -    | 8  | 4  | 5    |
| 2001年12月13日-16日 | 2001/2002 ISUジュニアグランプリファイナル（ブレッド）  | -    | 3  | 5  | 4    |
| 2001年11月23日-24日 | 第70回全日本フィギュアスケートジュニア選手権（東京）   | -    | 2  | 1  | 1    |
| 2001年11月15日-18日 | ISUジュニアグランプリ SBC杯（長野）                    | -    | 3  | 1  | 1    |
| 2001年9月12日-15日  | ISUジュニアグランプリ ソフィア杯（ソフィア）           | -    | 1  | 2  | 2    |

| 2000-2001 シーズン    |                                                        |    |    |      |
| 開催日                | 大会名                                                 | SP | FS | 結果 |
| 2001年2月22日 - 24日  | 2001年ムラドストトロフィー ジュニアクラス（ザグレブ）  | 1  | 2  | 2    |
| 2000年11月25日 - 26日 | 第69回全日本フィギュアスケートジュニア選手権（名古屋） | 4  | 4  | 4    |
| 2000年10月12日 - 15日 | ISUジュニアグランプリ ハルビン（ハルビン）             | 13 | 7  | 9    |
| 2000年9月21日 - 24日  | ISUジュニアグランプリ ウクライナ記念（キエフ）         | 7  | 8  | 8    |

| 1999-2000 シーズン    |                                                       |    |    |      |
| 開催日                | 大会名                                                | SP | FS | 結果 |
| 2000年3月23日 - 25日  | 2000年ムラドストトロフィー ジュニアクラス（ザグレブ） | 4  | 3  | 3    |
| 1999年12月10日 - 12日 | 第68回全日本フィギュアスケートジュニア選手権（大阪）  | 1  | 4  | 3    |

## プログラム使用曲

### アイスダンス
| シーズン  | RD | FD                                                                                        | EX                                                                     |
| --------- | --- | ----------------------------------------------------------------------------------------- | ---------------------------------------------------------------------- |
| 2022-2023 | Conga and Rhythm is Gonna Get You , Ahora and Move 振付：マリナ・ズエワ、イリヤ・トカチェンコ、Maxim Kozhevnikov、Sarry、矢内康洋、Randi Strong | ミュージカル『オペラ座の怪人』より 振付：マリナ・ズエワ、イリヤ・トカチェンコ、小㞍健太   | Love Goes 曲：サム・スミス 振付：マッシモ・スカリ                      |
| 2021-2022 | Soran Bushi ＆ Koto 曲：Maia Barouh、CloZee 振付：マリナ・ズエワ、イリヤ・トカチェンコ、矢内康洋                                                | バレエ「ラ・バヤデール」より 振付：マリナ・ズエワ、マッシモ・スカリ、イリヤ・トカチェンコ | You Are The Reason 曲：カルム・スコット＆レオナ・ルイス 振付：宮本賢二 |
| 2020-2021 | 映画「マスク」より 振付：マリナ・ズエワ、イリヤ・トカチェンコ、マキシム・コゼフニコフ                                                           | バレエ「ラ・バヤデール」より 振付：マリナ・ズエワ、マッシモ・スカリ                       | You Are The Reason 曲：カルム・スコット＆レオナ・ルイス 振付：宮本賢二 |

### シングル
| シーズン  | SP | FS | EX |
| --------- | --- | --- | --- |
| 2019-2020 | The Phoenix 作曲：フォール・アウト・ボーイ 振付：シェリル・ムラカミ、ユウコ・カイ、ミーシャ・ジー | Pale Green Ghosts (with the BBC Philharmonic Orchestra) 作詞・作曲：ジョン・グラント 振付：ブノワ・リショー | |
| 2018-2019 | The Sheltering Sky 作曲：坂本龍一 振付：デヴィッド・ウィルソン | Pale Green Ghosts (with the BBC Philharmonic Orchestra) 作詞・作曲：ジョン・グラント 振付：ブノワ・リショー | κrOnё アニメ『ギルティクラウン』より 振付：宮本賢二 |
| 2013-2014 | バイオリンのためのソナチネ 作曲：不明 振付：宮本賢二 | ビートルズ・メドレー イエスタデイ カム・トゥゲザー フレンズ・アンド・ラバーズ イン・マイ・ライフ ザ・ロング・アンド・ワインディング・ロード 作曲：レノン＝マッカートニー、ジョージ・マーティン 振付：ローリー・ニコル | タイム・トゥ・セイ・グッバイ ボーカル：アンドレア・ボチェッリ、サラ・ブライトマンザ・ クライシス 映画『海の上のピアニスト』より 作曲：エンニオ・モリコーネ 振付：宮本賢二ブエノスアイレスの春 作曲：アストル・ピアソラ 振付：宮本賢二 |
| 2012-2013 | 月光 作曲：ルートヴィヒ・ヴァン・ベートーヴェン 振付：ニコライ・モロゾフ Rock'n'Roll Medley (Hard Times) Noble (Thin Man) Watts The Stroll by Lawson Haggart Rockin' Band Rudy's Rock by Bill Haley & The Comets 振付：阿部奈々美 | 歌劇『道化師』より 作曲：ルッジェーロ・レオンカヴァッロ 振付：シェイ＝リーン・ボーン | ブエノスアイレスの春 作曲：アストル・ピアソラ 振付：宮本賢二スウィート 作曲：スヌープ・ドッグ 振付：宮本賢二 |
| 2011-2012 | イン・ザ・ガーデン・オブ・ソウルズ 作曲：Vas 振付：デヴィッド・ウィルソン | ブルース・フォー・クルック 作曲：エディ・ルイス 振付：パスカーレ・カメレンゴ | ザ・ クライシス 映画『海の上のピアニスト』より 作曲：エンニオ・モリコーネ 振付：宮本賢二 |
| 2010-2011 | ある恋の物語 エル・マンボ マンボNo.5 作曲：ペレス・プラード Batucada 作曲：DJ Dero 振付：シェイ＝リーン・ボーン | ブエノスアイレスの冬 作曲：アストル・ピアソラ 振付：パスカーレ・カメレンゴ | ピアノによるアメリのワルツ 映画『アメリ』より 振付：ステファン・ランビエール |
| 2009-2010 | eye 作曲：coba 振付：宮本賢二 | 映画『道』より 作曲：ニーノ・ロータ 振付：パスカーレ・カメレンゴ | Luv Letter by DJ OKAWARI 作曲：月野そら 振付：宮本賢二 |
| 2008-2009 | eye 作曲：coba 振付：宮本賢二 | 映画『道』より 作曲：ニーノ・ロータ 振付：パスカーレ・カメレンゴ Ocean Waves 作曲：ジョージ・ウィンストン 振付：パスカーレ・カメレンゴ                                                                                | - |
| 2007-2008 | 白鳥の湖ヒップホップバージョン 作曲：ピョートル・チャイコフスキー 振付：ニコライ・モロゾフ | ロミオとジュリエット 作曲：ピョートル・チャイコフスキー 振付：ニコライ・モロゾフ | バチェラレット ボーカル：ビョーク 振付：宮本賢二 |
| 2006-2007 | ヴァイオリン協奏曲 作曲：ピョートル・チャイコフスキー 振付：ニコライ・モロゾフ | ミュージカル『オペラ座の怪人』より 作曲：アンドルー・ロイド・ウェバー 振付：ニコライ・モロゾフ | ロクサーヌのタンゴ 映画『ムーラン・ルージュ』より ボーカル：ユアン・マクレガー 振付：ニコライ・モロゾフ |
| 2005-2006 | ロクサーヌのタンゴ 映画『ムーラン・ルージュ』より by スティング 振付：ニコライ・モロゾフ | ピアノ協奏曲第2番 作曲：セルゲイ・ラフマニノフ 振付：ニコライ・モロゾフ | ノクターン 演奏：シークレット・ガーデン 振付：髙橋大輔 |
| 2004-2005 | Nyah 映画『ミッション:インポッシブル2』より 作曲：ハンス・ジマー 振付：タチアナ・タラソワ 剣の舞 作曲：アラム・ハチャトゥリアン 振付：タチアナ・タラソワ                                                                          | アランフエス協奏曲 作曲：ホアキン・ロドリーゴ 振付：タチアナ・タラソワ | ノクターン 演奏：シークレット・ガーデン 振付：髙橋大輔 |
| 2003-2004 | Nyah 映画『ミッション:インポッシブル2』より 作曲：ハンス・ジマー 振付：タチアナ・タラソワ | パガニーニの主題による狂詩曲 作曲：セルゲイ・ラフマニノフ パガニーニの主題による変奏曲 振付：タチアナ・タラソワ | 砂漠のバラ by スティング |
| 2002-2003 | ヒーローズ・シンフォニー 作曲：フィリップ・グラス 振付：リー＝アン・ミラー | 映画『スター・ウォーズ エピソード2』より 作曲：ジョン・ウィリアムズ 振付：リー＝アン・ミラー | - |
| 2001-2002 | ミュージカル『ウエストサイド物語』より 作曲：レナード・バーンスタイン 振付：ロバート・ダウ | ヴァイオリン協奏曲第1番 作曲：マックス・ブルッフ 振付：ロバート・ダウ | - |

## 表彰歴
2001年
- 日本オリンピック委員会・JOCスポーツ賞 新人賞

2003年
- 文部科学省・国際競技大会優秀者表彰

2005年
- 文部科学省・国際競技大会優秀者表彰

2006年
- 倉敷市スポーツ栄誉賞

2007年
- 文部科学省・国際競技大会優秀者表彰
- 日本オリンピック委員会・JOCスポーツ賞 特別功労賞
- 上月スポーツ賞

2010年
- 岡山県県民栄誉賞[83]
- 岡山県スポーツ特別顕彰
- 倉敷市市民栄誉賞

2014年
- 岡山県スポーツ特別顕賞
- 倉敷市市長特別賞
- 倉敷市スポーツ特別功労章

2015年
- 第49回テレビ朝日ビッグスポーツ賞 フィギュアプロジェクト賞
- 第26回日本ジュエリーベストドレッサー賞 特別賞

2024年
- SUITS OF THE YEAR 2024 スポーツ部門[84]

## 主な出演

### テレビ番組
- NEWS ZERO（2016年4月 - 2018年3月、日本テレビ） - 月1回出演 - キャスター [85]
- リオデジャネイロオリンピック（2016年、フジテレビ） - オリンピアンキャスター（中継キャスター） [86]
- ぼくらはマンガで強くなった〜SPORTS×MANGA〜（2017年11月 - 2018年3月、NHK BS1） - MC [87]
- 平昌オリンピック（2018年、フジテレビ） - オリンピアンキャスター（中継キャスター）
- ぽかぽか（2024年4月4日 - 、フジテレビ）- 木曜レギュラー[88]

### CM・広報
- AIU保険会社(2006年)
- 大塚製薬・オロナミンC「外回り?篇」（2007年3月 - 、上戸彩と共演）
- エステティックTBC「TRUE BEAUTY篇」（2007年12月 - 、谷亮子、北島康介、柴田亜衣、末續慎吾、浜口京子と共演）
- アサヒビール「私の挑戦・髙橋大輔篇」（2010年 - ）
- アサヒビール「夢への挑戦篇」（2010年 - 、上村愛子、皆川賢太郎と共演）
- アサヒビール「明日へつづく挑戦篇」（同上）
- 日本郵政グループ・ゆうパック(2010年7月 - )
- アサヒビール「ともに 明日へ編」（2011年4月 - 、荒川静香、室伏広治、内藤大助、福原愛、太田雄貴、吉田沙保里と共演）
- アサヒ オフ（2011年4月 - 、佐藤隆太と共演)
- 木下工務店「記者会見篇」（2011年12月 - )
- 木下工務店「家がスケートリンク篇」（2013年9月 - )
- 日本生命（2013年11月 - ）
- 木下工務店「練習篇」（2013年12月 - )
- 味の素「アミノバイタル」
- P&G「ママの公式スポンサー」キャンペーン（2013年12月 - 、羽生結弦と共演）
- ジョンソン・エンド・ジョンソン「リステリン 21日間チャレンジ編」（2015年3月 - ）
- 思い出のマーニーBlu-ray＆DVD発売記念特別コラボ（2015年3月 - ）
- 岡山県広報アニメ『みんなのおかやま犬』（2016年） - 本人 役　※ 声の出演 [89]
- 日本コカ・コーラ 「平昌2018冬季オリンピックキャンペーン 夢の舞台」篇（2018年1月 - 、綾瀬はるかと共演） - コーチ役 [90]
- アース製薬「アースジェット ショー篇」（2020年5月 - ）
- 阿佐ヶ谷姉妹のおしゃべりトウループ（2025年4月6日、テレビ朝日）（4月17日に開幕する世界フィギュアスケート国別対抗戦に向けての出場選手の最新情報や見どころを伝える番組）-ゲスト

### 映画
- 蔵のある街（2025年8月公開予定、マジックアワー） - 古城緑郎 役[91][92][93]

### 舞台
- 木下グループ presents「LOVE ON THE FLOOR」（2016年6月 - 7月、東急シアターオーブ） - ゲストダンサー [94]
- 木下グループ presents「LOVE ON THE FLOOR 2017」（2017年6月、東急シアターオーブ） - 主演ダンサー [95]

### 氷艶
- 「氷艶 hyoen2017－破沙羅－」（2017年５月20日～22日、国立代々木競技場第一体育館)  ‐ メインキャスト
  - 演出：市川染五郎
  - 主催：日本テレビ放送網株式会社／企画：株式会社ユニバーサルスポーツマーケティング／製作：松竹株式会社

- 「氷艶 hyoen2019ー月光かりの如くー」（2019年7月26日～28日、横浜アリーナ）‐ 主演
  - 演出：宮本亜門　テーマ曲：松本孝弘　https://hyoen.jp/　
  - 主催：日本テレビ放送網株式会社、株式会社ユニバーサルスポーツマーケティング、株式会社BS日本

- 「LUXE」(2021年5月15日〜17日、横浜アリーナ)- 主演
  - 監修・演出: 尾上菊之丞    主題歌:平原綾香
  - 主催: 日本テレビ放送網株式会社、株式会社ユニバーサルスポーツマーケティング

- 「氷艶2024 -十字星のキセキ-」(2024一年 6月8日〜11日、横浜アリーナ)- 主演
  - 演出原案：宮本亜門    演出統括: 尾上菊之丞    主題歌:ゆず
  - 主催: 日本テレビ放送網株式会社、株式会社ユニバーサルスポーツマーケティング

- 「氷艶 hyoen 2025 -鏡紋の夜叉-」(2025年7月5日〜7日、横浜アリーナ)- 主演(増田貴久とダブル主演)[96]
  - 演出：堤幸彦
  - 主催: 日本テレビ放送網株式会社、株式会社ユニバーサルスポーツマーケティングー

### 滑走屋
- 滑走屋（2024年2月10日～12日、オーヴィジョンアイスアリーナ福岡) 
  - 主催：株式会社ユニバーサルスポーツマーケティング　https://kassouya.jp/

## 出版物

### 書籍
- ボクらの時代 自分を「美しく」見せる技術（藤原竜也、中村勘太郎との共著。扶桑社、2008年8月1日） ISBN 9784594057275
- be SOUL（祥伝社、2010年1月27日） ISBN 9784396430306
- 髙橋大輔 OFFICIAL BOOK 200days バンクーバーまでの闘い（祥伝社、2010年4月27日） ISBN 9784396430351
- STEP！STEP！STEP！ 髙橋大輔―フィギュアスケートを行く（日本経済新聞出版社、2011年2月25日） ISBN 9784532195786
- SOUL Up（祥伝社、2011年6月30日） ISBN 9784396430436
- SOUL Up Exhibition（祥伝社、2011年6月30日） ISBN 9784396430443
- それでも前を向くために be SOUL 2 （祥伝社、2013年10月31日） ISBN 9784396430603
- 2000days―-過ごした日々が僕を進ませる （祥伝社、2015年1月9日） ISBN 9784396450038
- 髙橋大輔写真集 氷艶2017『艶技』(ポニーキャニオン、2019年1月30日)　ISBN 9784865292770
- 髙橋大輔写真集　艶技2019（ポニーキャニオン、2019/12/18）ISBN 9784865293043
- 髙橋大輔写真集 The Long and Winding Road（新書館、2020/11/27）ISBN 9784403311390

### CD
- 髙橋大輔 ～フェイヴァリット・ミュージック～（ポニーキャニオン、2010年2月3日）
- Daisuke Takahashi 2010-2011 season（ポニーキャニオン、2011年1月7日）

### DVD
- 髙橋大輔（ポニーキャニオン、2010年2月3日）
- 髙橋大輔 Plus（ポニーキャニオン、2011年1月7日）
- 髙橋大輔×サムライ魂 ～天才たちの化学反応～（アニプレックス、2012年9月26日）
- 髙橋大輔 D1SK（ポニーキャニオン、2014年1月29日）
- 誰も知らない髙橋大輔（ポニーキャニオン、2014年11月12日）
- 髙橋大輔 The Real Athlete（ポニーキャニオン、2015年8月19日）
- 新・誰も知らない髙橋大輔（ポニーキャニオン、2019/7/17）
- 髙橋大輔 The Real Athlete -Phoenix-（ポニーキャニオン、2021/3/16）

### ブルーレイ
- 髙橋大輔 Anthology（ポニーキャニオン、2015年4月29日）
- 髙橋大輔 The Real Athlete（ポニーキャニオン、2015年8月19日）
- 新・誰も知らない髙橋大輔（ポニーキャニオン、2019/7/17）
- 髙橋大輔 The Real Athlete -Phoenix-（ポニーキャニオン、2021/3/16）